# Évolution du Collège cardinalice sous le pontificat de Pie XII
Cet article présente les évolutions au sein du Sacré Collège ou collège des cardinaux au cours du pontificat du pape Pie XII, du 1er mars 1939 date de l'ouverture du conclave qui l'a élu jusqu'au 25 octobre 1958 date de l'ouverture du conclave qui devait élire son successeur.

## Évolution numérique au cours du pontificat
| Date       | Événement                                                                       | Pays | Total |
| ---------- | ------------------------------------------------------------------------------- | ---- | ----- |
| 01/03/1939 | Cardinaux au moment du Conclave de 1939                                         |      | 62    |
|            |                                                                                 |      |       |
| 02/03/1939 | Élection au trône pontifical du cardinal Eugenio Pacelli sous le nom de Pie XII |      | 61    |
| 01/04/1939 | Décès du cardinal Donato Raffaele Sbarretti Tazza                               |      | 60    |
| 23/04/1939 | Décès du cardinal Domenico Mariani                                              |      | 59    |
| 13/09/1939 | Décès du cardinal Angelo Maria Dolci                                            |      | 58    |
| 02/10/1939 | Décès du cardinal George Mundelein                                              |      | 57    |
| 09/04/1940 | Décès du cardinal Jean Verdier                                                  |      | 56    |
| 22/08/1940 | Décès du cardinal Isidro Gomá y Tomás                                           |      | 55    |
| 11/03/1941 | Décès du cardinal Karl Joseph Schulte                                           |      | 54    |
| 21/04/1941 | Décès du cardinal Karel Kašpar                                                  |      | 53    |
| 08/10/1941 | Décès du cardinal Lorenzo Lauri                                                 |      | 52    |
| 26/02/1942 | Décès du cardinal Tommaso Pio Boggiani                                          |      | 51    |
| 19/05/1942 | Décès du cardinal Alfred Baudrillart                                            |      | 50    |
| 17/10/1942 | Décès du cardinal Sebastião Leme da Silveira Cintra                             |      | 49    |
| 17/03/1943 | Décès du cardinal Arthur Hinsley                                                |      | 48    |
| 29/03/1943 | Décès du cardinal Ermenegildo Pellegrinetti                                     |      | 47    |
| 11/04/1943 | Décès du cardinal Federico Cattani Amadori                                      |      | 46    |
| 13/09/1943 | Décès du cardinal Francisco de Asís Vidal y Barraquer                           |      | 45    |
| 04/11/1943 | Décès du cardinal Vincenzo La Puma                                              |      | 44    |
| 25/11/1943 | Décès du cardinal Carlo Cremonesi                                               |      | 43    |
| 22/04/1944 | Décès du cardinal William Henry O'Connell                                       |      | 42    |
| 22/08/1944 | Décès du cardinal Luigi Maglione                                                |      | 41    |
| 29/03/1945 | Décès du cardinal Jusztinián Serédi                                             |      | 40    |
| 06/07/1945 | Décès du cardinal Adolf Bertram                                                 |      | 39    |
| 13/10/1945 | Décès du cardinal Joseph MacRory                                                |      | 38    |
| 31/01/1946 | Décès du cardinal Pietro Boetto                                                 |      | 37    |
| 18/02/1946 | Consistoire : création de 32 cardinaux                                          |      | 69    |
| 09/03/1946 | Décès du cardinal John Joseph Glennon                                           |      | 68    |
| 22/03/1946 | Décès du cardinal Clemens August von Galen                                      |      | 67    |
| 20/05/1946 | Décès du cardinal Enrico Gasparri                                               |      | 66    |
| 08/10/1946 | Décès du cardinal Agustín Parrado y García                                      |      | 65    |
| 12/11/1946 | Décès du cardinal Camillo Caccia Dominioni                                      |      | 64    |
| 17/01/1947 | Décès du cardinal Jean-Marie-Rodrigue Villeneuve                                |      | 63    |
| 24/10/1947 | Décès du cardinal Carlo Salotti                                                 |      | 62    |
| 10/12/1947 | Décès du cardinal Pierre Petit de Julleville                                    |      | 61    |
| 16/02/1948 | Décès du cardinal Gennaro Granito Pignatelli di Belmonte                        |      | 60    |
| 04/08/1948 | Décès du cardinal Enrico Sibilia                                                |      | 59    |
| 16/09/1948 | Décès du cardinal Manuel Arce y Ochotorena                                      |      | 58    |
| 17/09/1948 | Décès du cardinal Raffaele Carlo Rossi                                          |      | 57    |
| 22/10/1948 | Décès du cardinal August Hlond                                                  |      | 56    |
| 30/05/1949 | Décès du cardinal Emmanuel Suhard                                               |      | 55    |
| 03/11/1949 | Décès du cardinal Francesco Marmaggi                                            |      | 54    |
| 02/08/1950 | Décès du cardinal Luigi Lavitrano                                               |      | 53    |
| 21/12/1950 | Décès du cardinal Konrad von Preysing                                           |      | 52    |
| 13/01/1951 | Décès du cardinal Francesco Marchetti Selvaggiani                               |      | 51    |
| 31/05/1951 | Décès du cardinal Dennis Joseph Dougherty                                       |      | 50    |
| 23/07/1951 | Décès du cardinal Adam Stefan Sapieha                                           |      | 49    |
| 13/03/1952 | Décès du cardinal Giovanni Battista Nasalli Rocca di Corneliano                 |      | 48    |
| 11/05/1952 | Décès du cardinal Alessio Ascalesi                                              |      | 47    |
| 12/06/1952 | Décès du cardinal Michael von Faulhaber                                         |      | 46    |
| 12/01/1953 | Consistoire : création de 24 cardinaux                                          |      | 70    |
| 06/03/1954 | Décès du cardinal Massimo Massimi                                               |      | 69    |
| 30/08/1954 | Décès du cardinal Alfredo Ildefonso Schuster                                    |      | 68    |
| 04/10/1954 | Décès du cardinal Francesco Borgongini-Duca                                     |      | 67    |
| 21/10/1954 | Décès du cardinal Domenico Jorio                                                |      | 66    |
| 10/11/1954 | Décès du cardinal Giuseppe Bruno                                                |      | 65    |
| 27/11/1954 | Décès du cardinal Juan Gualberto Guevara                                        |      | 64    |
| 08/09/1955 | Décès du cardinal Johannes de Jong                                              |      | 63    |
| 09/10/1955 | Décès du cardinal Theodor Innitzer                                              |      | 62    |
| 20/08/1956 | Décès du cardinal Bernard William Griffin                                       |      | 61    |
| 05/11/1956 | Décès du cardinal Jules Saliège                                                 |      | 60    |
| 08/04/1957 | Décès du cardinal Pedro Segura y Sáenz                                          |      | 59    |
| 23/08/1957 | Décès du cardinal Giovanni Mercati                                              |      | 58    |
| 30/11/1957 | Décès du cardinal Adeodato Giovanni Piazza                                      |      | 57    |
| 29/03/1958 | Décès du cardinal Alessandro Verde                                              |      | 56    |
| 26/05/1958 | Décès du cardinal Samuel Alphonsus Stritch                                      |      | 55    |
|            |                                                                                 |      |       |
| 09/10/1958 | Décès du pape Pie XII                                                           |      | 55    |
| 17/10/1958 | Décès du cardinal Celso Costantini                                              |      | 54    |
| 25/10/1958 | Décès du cardinal Edward Mooney                                                 |      | 53    |